# 15-я Бихачская лёгкая пехотная бригада
15-я Бихачская лёгкая пехотная бригада (серб. Петнаеста бихаћка лака пјешадијска бригада) — пехотная бригада Армии Республики Сербской, входившая в состав 2-го Краинского корпуса. Занималась обороной территории Сербской общины Бихач в годы Боснийской войны.

## Краткая история
В мае 1992 года сербы из Бихача после захвата казарм «27 июля» и отступления частей Югославской народной армии отступили в местечко Рипач, где сформировали Сербскую общину Бихач. Тогда же была образована 15-я Бихачская пехотная бригада, подчинённая 2-му Краинскому корпусу. Зоной действия бригады была сербская община Бихач. Командовали бригадой подполковник Милош Бабич и полковник Ратко Шкрбич.
Бригаду расформировали после подписания Дейтонских соглашений.